# Vivendi Cup
A Vivendi Cup foi um torneio masculino de golfe do PGA European Tour, que foi realizado uma única vez, em 2010, no Golf de Joyenval, em Chambourcy próximo à Paris, na França. Foi disputado na modalidade de jogo por tacadas de 72 buracos e quem venceu foi John Parry, da Inglaterra, com 271, ou 17 abaixo do par.

## Campeão
| Ano  | Campeão    | País       | Pontuação | Par | Margem    | Vice-campeão |
| ---- | ---------- | ---------- | --------- | --- | --------- | ------------ |
| 2010 | John Parry | Inglaterra | 271       | −17 | 2 tacadas | Johan Edfors |